# Дубровка (Крупський район)
Дубровка (біл. вёска Дуброўка) — село в складі Крупського району Мінської області, Білорусь. Село підпорядковане Костричницькій сільській раді, розташоване в східній частині області.